# Vlad Ivanov
Vlad Ivanov (n. 4 d'agost de 1969, Botoșani) és un actor de cinema romanès d'origen lipovà. És conegut sobretot pels seus papers en pel·lícules amb èxit en el Festival de Canes com 4 luni, 3 săptămâni şi 2 zile (2007) o Amintiri din epoca de aur (2009).

## Filmografia
- Moș Goriot (2004) - Gondureau
- Trăgător de elită (2005) - Mikhail Beslan
- Snuff-Movie (2005) - Polcía
- Viața fără ea (2006) - Adrian
- Și totul era nimic (2006)
- Interior scara de bloc (2007) - Adrian
- Second in Command (2006) - RSO John Lydon
- 4 luni, 3 săptămâni şi 2 zile (2007) - Mr. Beu
- Serviciul omoruri (2008) - Marcel (ep.3)
- Marea Neagră (2008)
- Amintiri din epoca de aur (2009)
- Polițist, Adjectiv (2009) - Anghelache
- Li Concert (2009)
- Cealaltă Irina (2009)
- Principles of life (2010) - Emilian Velicanu
- My Joy (2010) - Alcalde de Moscou
- Crulic - Drumul spre dincolo (2011) - Crulic
- En la boira (2012)
- Snowpiercer (2013) - Franco Elder
- Poziția copilului (2013)
- Els exàmens (2016) - Inspector en cap
- " Vesprejar " Adreça de László Nemes (2018)
- La Gomera, de Corneliu Porumboiu (2019)

## Premis
- Premi de l'Associació de Crítics de Cinema de Los Angeles per Millor actor de repartiment en 4 luni, 3 săptămâni şi 2 zile (2007).[2]
- Premi Gopo de l'Acadèmia Romanesa per Millor actor de repartiment en 4 luni, 3 săptămâni şi 2 zile (2008).[1]
- Premi Gopo de l'Acadèmia Romanesa per Millor actor de repartiment pel paper d'Anghelache en Polițist, Adjectiv (2010).